# Esteros en foco
Esteros en foco fue un reality show producido por las productoras de medios Planta Alta e Ideas del Sur y emitido por la cadena de televisión latinoaméricana Sun Channel. Fue estrenada el miércoles 28 de febrero de 2018.
Éste es el único reality show que no cuenta oficialmente con un/a presentador/a y cuenta con un guía de kayak (en los primeros cuatro programas), un jurado profesional y un coach.

## Sinopsis del programa
Seis participantes, con el objetivo de ser un fotógrafo oficial calificado, donde comparten una gran experiencia fotográfica en los Esteros del Iberá. Los concursantes son juzgados semanalmente sobre su apariencia general, la participación en los retos y la mejor foto de la sesión fotográfica de esa semana; cada episodio, se elimina a un concursante, aunque en raros casos se dio una doble eliminación o no hubo eliminación por consenso del panel de jueces.

## Jurado
- Belén Etchegaray, fotógrafa de naturaleza y viajes profesional.
- Jorge Luengo «Negro», reportero gráfico y fotógrafo profesional, padre de Jorge Luengo Jr. «El Negrito».

## Participantes
| Participante                                    | Edad | Resultado Final                    | Estadía |
| ----------------------------------------------- | ---- | ---------------------------------- | ------- |
| Matías Romano Ecólogista.                       | 34   | Ganador de Esteros en foco         | 49 días |
| Günther Heinz Eléctricista.                     | 50   | 2.º Lugar de Esteros en foco       | 49 días |
| Andrés «Andy» Brenner Publicista internacional. | 30   | 3.º Lugar de Esteros en foco       | 49 días |
| Rodrigo Claramonte Periodista gráfico.          | 36   | 2.os eliminados de Esteros en foco | 35 días |
| Antonella Casanova Estudiante de cine.          | 22   | 2.os eliminados de Esteros en foco | 35 días |
| Mariana Wigdorovitz Joyera.                     | 49   | 1.ª eliminada de Esteros en foco   | 28 días |

## Estadísticas generales
| Matías    | Entra | Gana    | Salvado | Gana    | Salvado   | Nominado   | 1.º |  |  |  |  |
| Günther   | Entra | Salvado | Salvado | Salvado | Gana      | Salvado    | 2.° |  |  |  |  |
| Andy      | Entra | Salvado | Gana    | Riesgo  | Salvado   | Gana       | 3.º |  |  |  |  |
| Rodrigo   | Entra | Salvado | Salvado | Riesgo  | Salvado   | Eliminados |     |  |  |  |  |
| Antonella | Entra | Riesgo  | Salvada | Gana    | Nominada  | Eliminados |     |  |  |  |  |
| Mariana   | Entra | Salvada | Riesgo  | Salvada | Eliminada |            |     |  |  |  |  |

## Episodios

### El Comienzo
Fecha de emisión: 28 de febrero de 2018
- Invitados especiales: Franco Pettit (fuera de la mesa del jurado)

### El Rey Del Estero
Fecha de emisión: 7 de marzo de 2018
- Mejor Foto Capturada: Matías Romano
- Los Dos Últimos: Andrés Brenner & Antonella Casanova
- Misión Perdida: Antonella Casanova
- Invitado especial:

### Dinosaurios Del Iberá
Fecha de emisión: 14 de marzo de 2018
| Fotógrafo | Pájaro Capturado (Dino. Descendiente) |
| --------- | ------------------------------------- |
| Andy      | Chajá                                 |
| Antonella | Chajá                                 |
| Günther   | Chajá                                 |
| Mariana   | Pato furioso                          |
| Matías    | Dos Teros Comunes                     |
| Rodrigo   | Garza blanca                          |

- Mejor Foto Capturada: Andrés Brenner
- Los Dos Últimos: Antonella Casanova & Mariana Wigdorovitz
- Misión Perdida: Mariana Wigdorovitz
- Invitado especial: Juan Ramón Díaz Colodrero

### Retrato De Grandes
Fecha de emisión: 21 de marzo de 2018
| Parejas            |
| ------------------ |
| Andy & Rodrigo     |
| Antonella & Matías |
| Günther & Mariana  |

- Mejor Foto Capturada: Antonella Casanova & Matías Romano
- Los Cuatro Últimos: Günther Heinz, Mariana Wigdorovitz, Andrés Brenner & Rodrigo Claramonte
- Misión Perdida: Andrés Brenner & Rodrigo Claramonte

### El Regreso
Fecha de emisión: 28 de marzo de 2018
- Mejor Foto Capturada: Günther Heinz
- Los Dos Últimos: Antonella Casanova & Mariana Wigdorovitz
- Eliminado/a: Mariana Wigdorovitz
- Invitado especial: Emmanuel Galetto

### El Secreto
Fecha de emisión: 4 de abril de 2018
| Fotógrafo | Tema Titulado                                     |
| --------- | ------------------------------------------------- |
| Andy      | Evolución desde las raíces por dentro y por fuera |
| Antonella | El origen de los monos                            |
| Günther   | El origen de los monos                            |
| Matías    | La luz                                            |
| Rodrigo   | El hombre contra la naturaleza                    |

- Mejor Foto Capturada: Andrés Brenner
- Los Tres Últimos: Antonella Casanova, Matías Romano & Rodrigo Claramonte
- Eliminados: Antonella Casanova & Rodrigo Claramonte
- Invitado especial:

### Mi Visión Del Iberá
Fecha de emisión: 11 de abril de 2018
- Invitado especial:

### La Gran Final
Fecha de emisión: 18 de abril de 2018
- Finalistas: Andrés Brenner, Günther Heinz & Matías Romano
- Tercer Lugar: Andrés Brenner
- Segundo Lugar: Günther Heinz
- Ganador: Matías Romano
- Invitado especial: Francisco Erize

### Orden de llamados
| 1 | Matías    | Andy      | Antonella Matías | Günther   | Andy              | Matías  |
| 2 | Günther   | Günther   | Antonella Matías | Matías    | Günther           | Günther |
| 3 | Rodrigo   | Matías    | Günther Mariana  | Andy      | Matías            | Andy    |
| 4 | Mariana   | Rodrigo   | Günther Mariana  | Rodrigo   | Rodrigo Antonella |         |
| 5 | Andy      | Antonella | Andy Rodrigo     | Antonella | Rodrigo Antonella |         |
| 6 | Antonella | Mariana   | Andy Rodrigo     | Mariana   |                   |         |